# 短尾锋毛鼠
短尾锋毛鼠（学名：Maxomys musschenbroeki）为鼠科王鼠属的动物。在中国大陆，分布于贵州等地，有记载无描述。该物种的模式产地在印尼北苏拉威西省万鸦老。